# Urticària colinèrgica
La urticària colinèrgica és una forma d'urticària on es manifesten alteracions de les vies colinèrgiques. Els símptomes i signes clínics son l'aparició d'urticària i picor a les zones afectades que són en general coll, pit i esquena. Les causes es remunten a un esforç físic excessiu, ansietat, sudoració excessiva, i qualsevol altre tipus similar que involucra l'estimulació de les terminacions nervioses que normalment responen a la sudoració de la persona. A més de la història es pot fer la prova de la metacolina, en la qual s'injecta en la persona i s'observa la reacció (formació de més erupcions). Darrerament, a aquest examen es prefereix el d'esforç, que és més precís. El tractament és farmacològic, amb administració d'antihistamínics.